# Hardtail

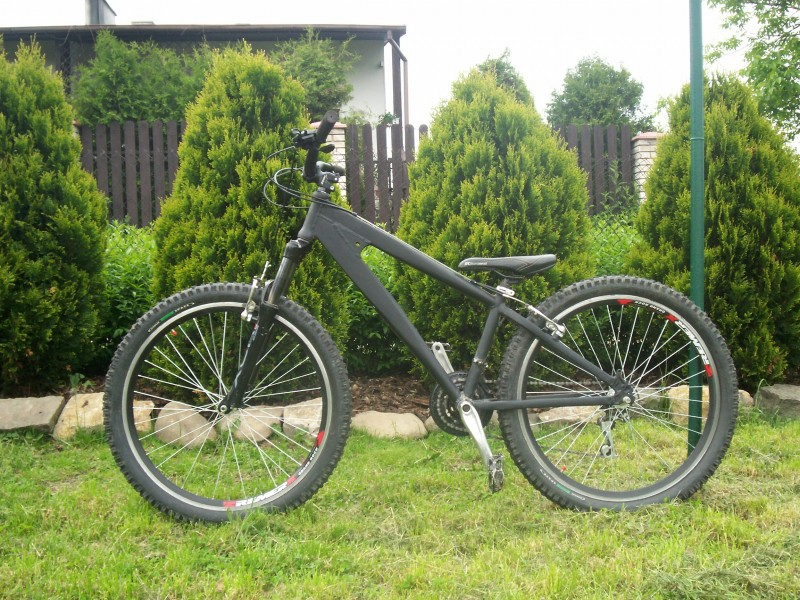
Przykładowy hardtail

Hardtail (z ang. twardy ogon) – typ roweru górskiego wyposażonego w częściowe zawieszenie - wyłącznie przedni amortyzator (w szczególnych przypadkach również amortyzowaną sztycę). Rowery posiadające dodatkowo tylny amortyzator (tzw. tłumik), a więc pełne zawieszenie zaliczamy do rowerów potocznie określanych mianem fulli. Brak zastosowania tylnego amortyzatora umożliwia efektywniejsze przekazywanie energii mięśni rowerzysty na napęd roweru (wyeliminowane zostają straty energii wynikające z pracy tłumika). Ramy rowerów hardtail są zazwyczaj lżejsze od porównywalnych konstrukcyjnie ram rowerów typu full.